# Thomas Bidgood
Thomas Bidgood (* 7. Oktober 1858 in Woolwich; † 1. März 1925 in Tottenham, London) war ein britischer Orchesterleiter und Komponist.

## Leben
Thomas Bidgoods wurde 1858 in Woolwich in der englischen Grafschaft Kent als Sohn des Klempners William John Bidgood und seiner Frau Jane, geb. Williams, geboren. Thomas Bidgoods Entschluss, sich der Musik zuzuwenden, wurde vermutlich durch die Konzerte der Royal Artillery Band beeinflusst, denn seine Heimstadt Woolwich war der Standort dieses damals wohl besten Musikkorps der britischen Armee. Während seines Studiums am Londoner Konservatorium wurde er für seine Leistungen mehrfach ausgezeichnet. Nach dem Studium war er als Orchesterleiter, Lehrer und Komponist tätig. Bidgood leitete neben verschiedenen Theaterorchestern sein eigenes professionelles Orchester und dirigierte auch Blasorchester. Als Komponist hat er Unterhaltungsmusik, Walzer, Tänze und Märsche sowie unzählige Bearbeitungen hinterlassen.